# 2005年の道路
2005年の道路（2005ねんのどうろ）とは、2005年（平成17年）に起こった道路関係の出来事をまとめたページである。
2004年の道路 - 2005年の道路 - 2006年の道路

## 出来事の一覧

### 1月
- 30日
  - （開通）  セントレアライン 知多横断道路 半田中央JCT - りんくうIC (8.5 km)
  - （開通）  セントレアライン 中部国際空港連絡道路 りんくうIC - セントレア東IC (2.1 km)

### 2月
- 10日
  - （TB供用）  南九州西回り自動車道 鹿児島道路 美山TB
- 11日
  - （開通）  名古屋高速16号一宮線 清洲JCT - 一宮中入口 (8.9 km)
- 17日
  - （開通）  都城志布志道路 末吉松山有明道路 末吉IC - 松山IC (4.2 km)
- 19日
  - （TB供用）  南九州西回り自動車道 八代日奈久道路 日奈久TB
- 27日
  - （開通）  南九州西回り自動車道 日奈久芦北道路 日奈久IC - 田浦IC (8.8 km)

### 3月
- 5日
  - （開通）  国道45号 八戸久慈自動車道 八戸南環状道路 八戸是川IC - 八戸南IC (3.8 km)
- 6日
  - （IC供用）  中国自動車道 作東IC
- 13日
  - （開通）  東名阪自動車道 亀山IC - 伊勢関IC (1.9 km)
  - （開通）  南九州西回り自動車道 川内道路 串木野IC - 市来IC (7.3 km)
- 19日
  - （開通）  国道45号 三陸自動車道 大船渡三陸道路 大船渡碁石海岸IC - 大船渡IC (8.6 km)
  - （開通）  館山自動車道 富津中央IC - 富津竹岡IC (7.5 km)
  - （開通）  国道475号 東海環状自動車道 豊田東JCT - 美濃関JCT (73.0 km)
  - （開通）  伊勢湾岸自動車道 豊田東JCT - 豊田東IC (3.1 km)
  - （開通）  名神高速道路 支線 草津JCT - 草津田上IC (1.2 km)
  - （拡幅）  大分自動車道 玖珠IC - 水分PA (8.3 km) (2車線→4車線)
- 21日
  - （開通）  国道468号 首都圏中央連絡自動車道 あきる野IC - 日の出IC (2.0 km)
- 27日
  - （開通）  深川留萌自動車道 沼田幌糠道路 沼田IC - 北竜ひまわりIC (7.1 km)
- 29日
  - （路線廃止）  鹿児島県道の以下の路線が廃止された[1]。
    - 鹿児島県道300号日置停車場線
    - 鹿児島県道334号吉野山停車場線
    - 鹿児島県道343号樋脇停車場線
    - 鹿児島県道401号佐志停車場線
    - 鹿児島県道422号山野停車場線
    - 鹿児島県道423号薩摩大口停車場線
    - 鹿児島県道426号西太良停車場線
    - 鹿児島県道427号針持停車場線
    - 鹿児島県道496号岩川停車場線
    - 鹿児島県道502号末吉停車場線
    - 鹿児島県道504号縄瀬停車場線
    - 鹿児島県道505号安楽停車場線
    - 鹿児島県道509号大隅夏井停車場線
    - 鹿児島県道510号菱田停車場線
    - 鹿児島県道514号大隅大崎停車場線
- 30日
  - （無料開放）  国道1号 藤枝バイパス 全線 (9.8 km)
  - （無料開放）  国道1号 掛川バイパス 全線 (9.4 km)
  - （無料開放）  国道1号 磐田バイパス 全線 (7.2 km)
  - （無料開放）  国道1号 浜名バイパス 全線 (12.7 km)
- 31日
  - （無料開放）  石岡有料道路 全線 (2.4 km)
  - （IC供用）  北九州都市高速1号線 金剛出口

### 4月
- 1日
  - （路線名称変更）  海南湯浅道路（海南IC - 吉備IC） → 阪和自動車道
- 14日
  - （拡幅）  高知自動車道 川之江東JCT - 馬立PA (7.9 km) (2車線→4車線)
- 17日
  - （開通）  国道483号 北近畿豊岡自動車道 春日和田山道路 春日IC/JCT - 氷上IC (6.9 km)
- 23日
  - （拡幅）  高知自動車道 大豊IC - 南国IC (12.3 km) (2車線→4車線)
  - （開通）  東九州自動車道 延岡道路 延岡IC - 延岡南IC (7.8 km)
- 28日
  - （拡幅）  山陰自動車道 松江道路 矢田IC - 松江東IC (2.1 km) (2車線→4車線)
- 29日
  - （拡幅）  上信越自動車道 信州中野IC - 豊田飯山IC (2.6 km) (2車線→4車線)

### 7月
- 3日
  - （開通）  北海道横断自動車道 美幌バイパス 美幌IC - 女満別空港IC (4.7km)
- 9日
  - （開通）  松山自動車道 宇和島道路 宇和島坂下津IC - 宇和島朝日IC (1.3 km)

### 8月
- 1日
  - （無料開放）  琵琶湖西縦貫道路 湖西道路 全線 (16.7 km)
- 4日
  - （ランプ供用）  山陰自動車道 米子道路 米子JCT（山陰自動車道 米子市街・松江方面 ⇒ 浜田自動車道 大阪・岡山方面）

### 9月
- 29日
  - （PA廃止）  名神高速道路 甲良PA
- 30日
  - （無料開放）  中部縦貫自動車道 油坂峠道路 全線 (11.3 km)
  - （無料開放）  国道23号 豊川橋 全線 (2.8 km)
  - （無料開放）  彦島有料道路 全線 (4.5 km)

### 10月
- 1日
  -  道路関係四公団（日本道路公団・本州四国連絡橋公団・首都高速道路公団・阪神高速道路公団）が民営化。東日本高速道路、中日本高速道路、西日本高速道路、本州四国連絡高速道路、首都高速道路、阪神高速道路の各株式会社が発足。
- 17日
  - （拡幅）  岡山自動車道 岡山総社IC - 総社PA (3.5 km) (2車線→4車線)
- 20日
  - （拡幅）  米子自動車道 湯原IC - 蒜山IC (3.7 km) (2車線→4車線)

### 11月
- 1日
  - （無料開放）  霞ヶ浦大橋有料道路 全線
- 5日
  - （開通）  東北中央自動車道 主寝坂道路 中田仮出入口（現・外沢IC） - 真室川IC (5.0 km)
- 27日
  - （開通）  東京外環自動車道 三郷JCT - 三郷南IC (4.1 km)[2]

### 12月
- 11日
  - （開通）  長崎南環状線 ながさき女神大橋道路 大浜IC - 戸町IC (1.9 km)
- 18日
  - （開通）  国道497号 西九州自動車道 唐津道路 浜玉IC - 唐津IC (6.6 km)